# Esso (Russie)
Pour les articles homonymes, voir Esso.
Esso (en russe : Эссо, mot qui signifie « mélèze » en évenk) est un village du kraï du Kamtchatka, en Russie, et le centre administratif du raïon Bystrinski. Sa population s'élevait à 1 851 habitants en 2022.

## Géographie
Esso est situé sur la péninsule de Kamtchatka. Situé en pays évenk, dans la chaîne Centrale, la localité est située à l'intérieur des limites du parc naturel de Bystrinski, à 95 km à l'ouest de Kozyrevsk et à 510 km de Pétropavlovsk-Kamtchatski.

## Climat
| Mois                                        | jan.       | fév.       | mars       | avril      | mai       | juin      | jui.      | août      | sep.       | oct.       | nov.       | déc.       | année      |
| ------------------------------------------- | ---------- | ---------- | ---------- | ---------- | --------- | --------- | --------- | --------- | ---------- | ---------- | ---------- | ---------- | ---------- |
| Température minimale moyenne (°C)           | −22,2      | −20,8      | −16,4      | −9         | −1,3      | 4,4       | 8,3       | 7,3       | 1,9        | −4,2       | −13,3      | −20,2      | −7,1       |
| Température moyenne (°C)                    | −17,4      | −15,4      | −10,4      | −3,6       | 4,4       | 10,9      | 14,6      | 12,5      | 6,8        | −0,4       | −9         | −15,8      | −1,9       |
| Température maximale moyenne (°C)           | −11,8      | −8,8       | −3,7       | 1,8        | 10        | 17,1      | 21        | 18,4      | 12,7       | 4,3        | −4,4       | −11,1      | 3,8        |
| Record de froid (°C) date du record         | −42,4 1954 | −41,2 1978 | −40,2 1954 | −30,6 2010 | −17 1985  | −5,5 1954 | −3,3 1947 | −5,8 1943 | −11,7 1949 | −21,1 1948 | −31,5 1943 | −38,4 1976 | −42,4 1954 |
| Record de chaleur (°C) date du record       | 5,2 1980   | 7,2 2014   | 8,5 2020   | 16,8 2000  | 24,2 2001 | 30,1 1990 | 32 1989   | 30,3 2009 | 26,1 1943  | 18,7 1963  | 10,8 1942  | 10,8 1955  | 32 1989    |
| Précipitations (mm)                         | 20         | 17         | 23         | 14         | 19        | 38        | 60        | 66        | 46         | 35         | 34         | 23         | 395        |
| Record de pluie en 24 h (mm) date du record | 27 1956    | 26 2020    | 29 2004    | 24 1962    | 28 2020   | 29 1973   | 56 1980   | 41 1956   | 52 2021    | 39 1968    | 31 1969    | 24 1971    | 56 1980    |

| Diagramme climatique                                  |             |             |         |          |           |         |           |           |           |             |              |
| J                                                     | F           | M           | A       | M        | J         | J       | A         | S         | O         | N           | D            |
| −11,8−22,220                                          | −8,8−20,817 | −3,7−16,423 | 1,8−914 | 10−1,319 | 17,14,438 | 218,360 | 18,47,366 | 12,71,946 | 4,3−4,235 | −4,4−13,334 | −11,1−20,223 |
| Moyennes : • Temp. maxi et mini °C • Précipitation mm |             |             |         |          |           |         |           |           |           |             |              |

## Histoire
Établi au XXe siècle

## Démographie
Recensements (*) ou estimations de la population
| 2010  | 2012  | 2013  | 2014  | 2015  |
| ----- | ----- | ----- | ----- | ----- |
| 2 012 | 1 982 | 1 924 | 1 912 | 1 894 |

| 2016  | 2017  | 2018  | 2020  | 2021  |
| ----- | ----- | ----- | ----- | ----- |
| 1 907 | 1 923 | 1 911 | 1 917 | 1 879 |

| 2022  | - | - | - | - |
| ----- | - | - | - | - |
| 1 851 | - | - | - | - |